# Pitiriasi

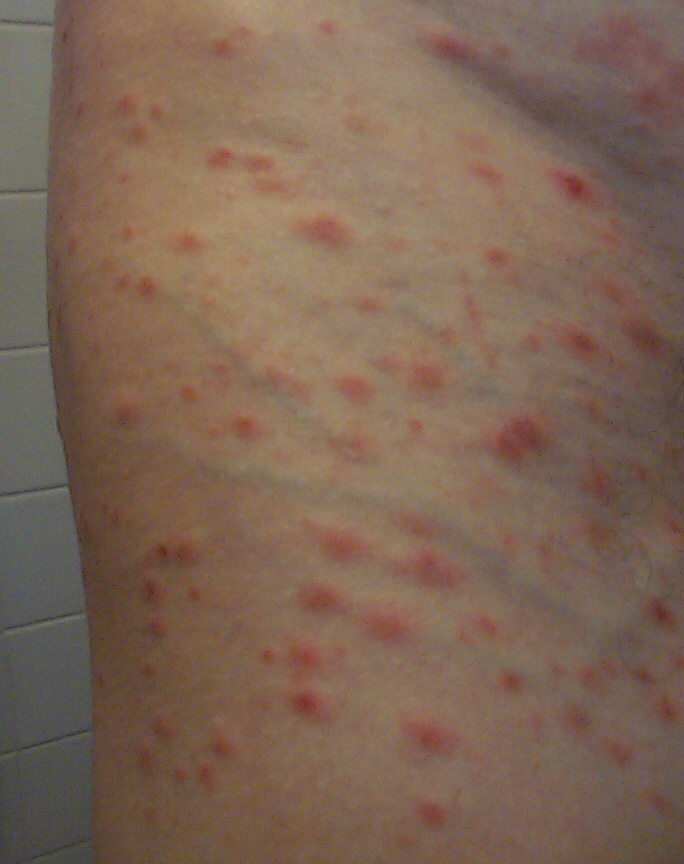
Exemple de pitiriasi liquenoide i varioliforme aguda.

Una pitiriasi és una malaltia de la pell, caracteritzades per una descamació amb escates molt fines que recorden les pellofes del segó.
S'inclou en aquest terme:
- Pitiriasi alba
- Pitiriasi liquenoide crònica
- Pitiriasi liquenoide i varioliforme aguda
- Pitiriasi rosada
- Pitiriasi circinada i marginada de Vidal
- Pitiriasi rubra pilar
- Pitiriasi versicolor
- Caspa, històricament anomenada Pityriasis capitis
- Pitiriasi amiantàcia